# TYC 8998-760-1
TYC 8998-760-1 é uma estrela na constelação de Musca, perto da borda com Centaurus. Tem uma magnitude aparente visual de 11,12, sendo invisível a olho nu. De acordo com sua paralaxe medida pela sonda Gaia, está localizada a uma distância de 307 anos-luz (94 parsecs) da Terra.
TYC 8998-760-1 é uma estrela jovem na fase de pré-sequência principal, com uma idade de aproximadamente 17 milhões de anos. Um análogo solar, tem uma massa aproximadamente igual à do Sol. Em 2020, foi anunciada a descoberta por imagens diretas de dois planetas extrassolares massivos ao seu redor, a distâncias de 160 e 320 UA.

## Estrela
Esta é uma estrela jovem que pertence ao subgrupo Centaurus Inferior-Crux da associação Scorpius–Centaurus, que tem uma idade estimada de 15 ± 3 milhões de anos. A associação OB mais próxima do Sol, ela é formada por estrelas com origem e movimento pelo espaço comuns. A associação de TYC 8998-760-1 ao grupo foi revelada em 2016 a partir de seu movimento próprio, alta abundância de lítio, baixa gravidade superficial, e posição no diagrama HR, todos os quais são consistentes com uma estrela jovem na fase de pré-sequência principal. Para TYC 8998-760-1 isoladamente, foi estimada uma idade de 15 ± 5 milhões de anos com base em modelos de evolução estelar, e 17 ± 1 milhões de anos com base na sua abundância de lítio.
TYC 8998-760-1 tem um tipo espectral de K3IV, o que indica que é mais brilhante que uma estrela da sequência principal da mesma classe. Com uma massa praticamente igual à massa solar, ela é um análogo solar jovem que ainda não atingiu sua posição final do diagrama HR, estando na fase da trilha de Henyey de sua evolução pré-sequência principal. Sua temperatura efetiva de 4573 K dá à estrela uma coloração alaranjada, em contraste com a cor amarela que vai ter na sequência principal. De forma similar, sua luminosidade de 0,46 vezes a luminosidade solar tende a crescer conforme a estrela se aproximar da sequência principal.

## Sistema planetário
Em fevereiro de 2020 foi publicada a descoberta por imagens diretas de um planeta extrassolar massivo orbitando TYC 8998-760-1, como parte da pesquisa YSES, que busca por planetas ao redor de estrelas parecidas com o Sol no subgrupo Centaurus Inferior-Crux. TYC 8998-760-1 foi observada pelos instrumentos SPHERE e NACO no Very Large Telescope em cinco noites em 2017 e 2019, revelando um objeto a uma separação de 1,7 segundos de arco com movimento próprio igual ao da estrela, o que confirma que ele pertence ao sistema. Em julho de 2020 foi anunciada a descoberta de um segundo planeta no sistema, separado da estrela por 3,4 segundos de arco. Menos brilhante que o primeiro planeta, ele não é aparente na imagem de 2017, por isso não foi detectado inicialmente; uma observação adicional em fevereiro de 2020 permitiu que seu movimento próprio fosse determinado, confirmando sua associação ao sistema. TYC 8998-760-1 é o terceiro sistema multiplanetário descoberto por imagens diretas, e o primeiro cuja estrela central é semelhante ao Sol.
O planeta mais interno, TYC 8998-760-1 b, foi observado a uma distância de 162 UA da estrela, ou aproximadamente 5 vezes a distância de Netuno ao Sol. Com base em modelos de evolução planetária, sua massa é estimada em 14 ± 3 vezes a massa de Júpiter (MJ), o que significa que ele está perto do limite entre planetas e anãs marrons de baixa massa. Suas cores correspondem a um tipo espectral de L0, temperatura efetiva de 1727 K, e luminosidade de 0,068% da luminosidade solar. Seu raio foi originalmente calculado em 3,0 vezes o raio de Júpiter (RJ), um valor muito acima do esperado para qualquer objeto subestelar; um estudo posterior achou um valor mais realista de 1,82 ± 0,08 RJ.
O espectro de TYC 8998-760-1 b é dominado por linhas de absorção de moléculas como água (H2O) e monóxido de carbono (CO). Uma linha de emissão de hidrogênio a 2,166 μm (parte da série de Brackett) foi detectada, o que é indício de acreção ativa em um disco circumplanetário. A metalicidade e a razão carbono/oxigênio do planeta são parecidos com os valores solares. O planeta parece ter uma abundância anormalmente alta do isótopo carbono-13, com uma razão 12CO/13CO de 31, comparada com o valor solar de 89. Isso pode ser resultado de fracionamento de carbono no disco circunstelar de TYC 8998-760-1, em que o gelo do disco é enriquecido de carbono-13 em relação ao gás; como TYC 8998-760-1 b está muito longe da estrela, depois da linha do gelo, ele foi formado principalmente do gelo, que tem mais carbono-13.
O planeta mais externo, TYC 8998-760-1 c, está a uma distância de cerca de 320 UA da estrela, ou aproximadamente 11 vezes a distância de Netuno ao Sol. Ele é consideravelmente menos massivo e menos brilhante que o primeiro planeta, com uma massa estimada em 6 ± 1 MJ e uma luminosidade de 0,0022% da solar. TYC 8998-760-1 c tem uma cor extremamente vermelha, correspondendo a um tipo espectral na transição L/T e uma temperatura efetiva de 1240 K.
Simulações indicam que para o sistema ser estável, as órbitas dos planetas devem ter excentricidades inferiores a 0,1. Isso sugere que eles se formaram nas suas posições atuais (in situ), já que um cenário de ejeção para suas posições atuais provavelmente daria órbitas excêntricas a eles.
| Planeta | Massa     | Raio            | Temperatura efetiva (K) | Separação projetada (UA) |
| ------- | --------- | --------------- | ----------------------- | ------------------------ |
| b       | 14 ± 3 MJ | 1,82 ± 0,08 RJ  | 1727+172 −127           | 162                      |
| c       | 6 ± 1 MJ  | 1,1+0,6 −0,3 RJ | 1240+160 −170           | 320                      |